# Seis Gosuamis de Vrindavan

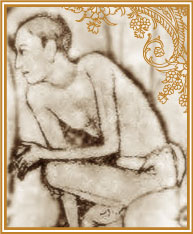
Rupá Gosuami, uno de los Seis.

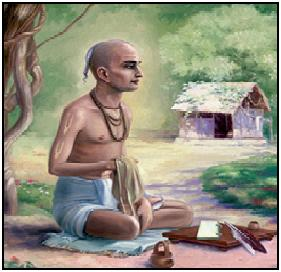
Sanatana Gosuami, hermano mayor de Rupá Gosuami.

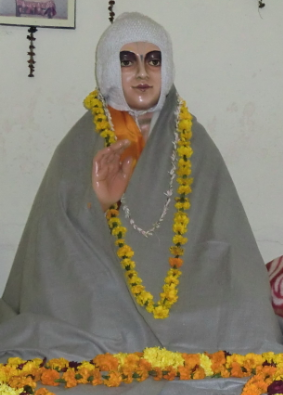
Estatua de Yivá Gosuami, el menor y más prolífico del grupo, en su tumba en Vrindavan.

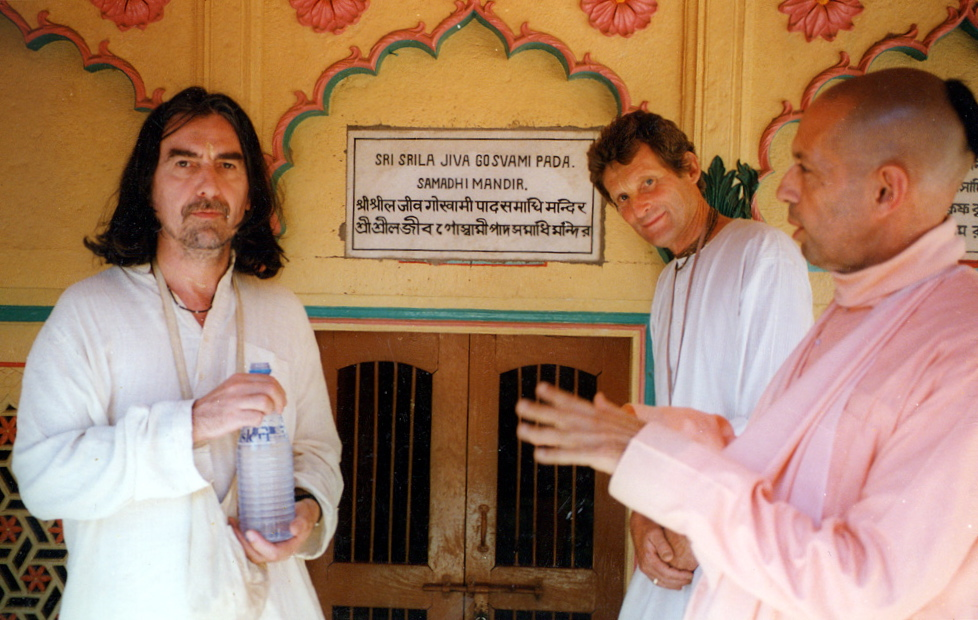
George Harrison junto a dos devotos hare krisna, en el exterior de la tumba de Yivá Gosuami, en la ciudad de Vrindavan. En la placa dice en sánscrito: «Sri srila jiva gosvamipada samadhi mandira», escrito en letra inglesa, devanagari y bengalí.

Los Seis Gosuamis de Vrindavan fueron un grupo de gurús de la religión krisnaísta bengalí (gaudía vaisnava), que vivieron en la India durante el siglo XVI.
Fueron los discípulos más cercanos del fundador del krisnaísmo de Bengala, el santo Chaitania (1486-1532), a quien ellos consideraban un avatar combinado de los dioses Krisná y Radhá.
Los Seis Gosuamis están estrechamente relacionados con la tierra de Vrindavan (Uttar Pradesh), adonde habían sido enviados por Chaitania.
En la religión bengalí son considerados importantes debido a su extrema renuncia a las comodidades físicas en la práctica del bhakti (devoción a Dios), y por sus escritos, que formaron la base de las doctrinas krisnaístas de la actualidad.

## Miembros
Los Seis Gosuamis de Vrindavan eran:
- Los hermanos Sanatana Gosuami (1488-1558) y Rupa Gosuami (1493-1564).
- Gopala Bhatta Gosuami (1503–1578).
- Raghunatha Bhatta Gosuami (1505-1579).
- Raghunatha Das Gosuami.
- Yivá Gosuami (1513-1598 o 1533-1618), sobrino de Rupa y Sanatana.

## Creación de templos y lugares de peregrinación
Además de producir una gran cantidad de escritos acerca de la filosofía y las prácticas krisnaístas, los Seis Gosuamis también dedicaron una cantidad significativa de su tiempo a identificar lugares, bosques, lagos y ríos donde sucedieron los pasatiempos de Krisná, Radhá y las gopis, que la mitología krisnaísta adjudicaba a la región de Vrindávana.
Esas leyendas se mencionan en
el Majábharata (texto épico-mitológico del siglo III a. C.),
el Bhágavata-purana (texto religioso-mitológico anónimo, del siglo X d. C.) y
el Guita-govinda (poema amoroso de Yaiádeva, del siglo XII d. C.), entre otros.
A pesar de ser completamente renunciantes y no tener ningún bien material, los Gosuamis inspiraron a personajes ricos de las ciudades vecinas a construir una serie de grandes templos en Vrindavan, que convirtieron al lugar en uno de los centros religiosos de la India actual.
El emperador Akbar visitó la aldea de Vrindavan en 1570 y debido a la fama de los Gosuamis les financió una biblioteca de textos krisnaístas, y donó la piedra arenisca necesaria como material de construcción de cuatro templos:
- Govindayí
- Gopinatha,
- Madán Moján
- Yugal Kishor.

## Avatares (encarnaciones)
En la teología krisnaísta bengalí, cada uno de los Gosuamis es considerado la encarnación de alguna personalidad cercana a Radha y Krisná.
Por ejemplo, Rupá Gosuami decía ser Rupá Manyari, la líder del grupo de pastorcillas niñas prepúberes que ―bajo la guía de la gopi Lalita― sirve a las gopis (pastoras adolescentes) que sirven a los eternamente adolescentes Radhá y Krisná en sus pasatiempos amorosos nocturnos.